# William Challee
William Challee (6 de abril de 1904 – 11 de marzo de 1989) fue un actor teatral, cinematográfico y televisivo de nacionalidad estadounidense.

## Biografía
Su verdadero nombre era William John Challe, y nació en Chicago, Illinois. En el año 1926 fue actor teatral en el circuito de Broadway y en 1931 trabajó en producciones de Group Theatre de Nueva York. 
En 1937 llevó a escena una serie de obras en un acto, One Act Plays of the Sea, cuyo título era Bound East for Cardiff, 
In the Zone, The Long Voyage Home y Moon of the Caribbees, siendo todas ellas escritas por Eugene O'Neill. Fueron producidas por el Proyecto de Teatro Federal de la Works Progress Administration, y se llevaron a cabo 68 representaciones a partir del 29 de octubre de 1937 en el Teatro Lafayette de Harlem.
En 1940 vivía en Chicago, y a mediados de los años 1940 trabajaba en el cine en California, haciendo principalmente actuaciones sin créditos y papeles de reparto. A partir de la década de 1950 actuó también con asiduidad en la televisión como actor de carácter. A lo largo de su carrera intervino en unos 60 filmes rodados entre 1939 y 1976 y en unas 70 producciones televisivas entre 1951 y 1976. 
William Challee se casó con la actriz Ruth Nelson en 1931, divorciándose la pareja más adelante. Después del divorcio, ambos coincidieron, con papeles de reparto, en el film de 1947 The Sea of Grass. Su segunda esposa fue la bailarina Ella Franklin Crawford (1913 - ?), con la que se casó el 19 de abril de 1944 en Santa Mónica (California). Se casó por tercera vez en 1984, en esta ocasión con Joan Wheeler, la cual había estado previamente casada con el actor Morris Ankrum.
William Challee falleció en Woodland Hills (Los Ángeles), California, en 1989, a causa de una enfermedad de Alzheimer. Fue enterrado en el Cementerio Alta Mesa Memorial Park de Palo Alto, California.

## Teatro
- Grand Street Follies [1927] (1927)
- Red Rust (1929)
- House of Connelly (1931)
- Night Over Taos (1932)
- Success Story (1932)
- Men in White (1933)
- Gold Eagle Guy (1934)
- Till the Day I Die (1935)
- Waiting For Lefty (1935)
- Key Largo (1935)
- Paradise Lost (1935)
- Case of Clyde Griffiths (1936)
- Johnny Johnson (1936)
- Rocket to the Moon (1938)
- Awake and Sing! (1939)

## Filmografía

### Cine
- ...One Third of a Nation..., de Dudley Murphy (1939)
- Destination Tokyo, de Delmer Daves (1943)
- The Story of Dr. Wassell, de Cecil B. DeMille (1944)
- Easy Life, de Walter Hart (1944) - corto
- Days of Glory, de Jacques Tourneur (1944)
- The Seventh Cross, de Fred Zinnemann (1944)
- None But the Lonely Heart, de Clifford Odets (1944)
- Canción inolvidable, de Charles Vidor (1945)
- God Is My Co-Pilot, de Robert Florey (1945)
- Counter-Attack, de Zoltan Korda ([945)
- A Gun in His Hand, de Joseph Losey (1945) - corto
- Miss Susie Slagle's, de John Berry (1946)
- Tokyo Rose, de Lew Landers (1946)
- From This Day Forward, de John Berry (1946)
- Deadline at Dawn, de Harold Clurman (1946)
- Without Reservations, de Mervyn LeRoy (1946)
- Swamp Fire, de William H. Pine (1946)
- Nocturne, de Edwin L. Marin (1946)
- The Sea of Grass, de Elia Kazan (1947)
- Boomerang!, de Elia Kazan (1947)
- The Guilt of Janet Ames, de Henry Levin (1947)
- Desperate, de Anthony Mann (1947)
- Another Part of the Forest, de Michael Gordon (1948)
- Beyond Glory, de John Farrow (1948)
- Tap Roots, de George Marshall (1948)
- Force of Evil, de Abraham Polonsky (1948)
- Reign of Terror, de Anthony Mann (1949)
- Puerto de Nueva York, de László Benedek (1949)
- Outrage, de Ida Lupino (1950)
- Gambling House, de Ted Tetzlaff (1950)
- The Whip Hand, de William Cameron Menzies (1951)
- On Dangerous Ground, de Nicholas Ray (1951)
- The Big Trees, de Felix E. Feist (1952)
- This Woman Is Dangerous, de Felix E. Feist (1952)
- Música y lágrimas, de Anthony Mann (1954)
- Man Without a Star, de King Vidor (1955)
- Chicago Syndicate, de Fred F. Sears (1955)
- The Desperados Are in Town, de Kurt Neumann (1956)
- Calypso Heat Wave, de Fred F. Sears (1957)
- El árbol de la vida, de Edward Dmytryk (1957)
- Saddle the Wind, de Robert Parrish (1958)
- Twilight for the Gods, de Joseph Pevney (1958)
- The Sound and the Fury, de Martin Ritt (1959)
- The Story on Page One, de Clifford Odets (1959)
- Toby Tyler, or Ten Weeks with a Circus, de Charles Barton (1960)
- Noose for a Gunman, de Edward L. Cahn (1960)
- One Foot in Hell, de James B. Clark (1960)
- The Plunderers, de Joseph Pevney (1960)
- Cimarrón, de Anthony Mann (1960)
- All Fall Down, de John Frankenheimer (1962)
- War Hunt, de Denis Sanders (1962)
- The Hook, de George Seaton (1963)
- Siete días de mayo, de John Frankenheimer (1964)
- Nightmare in the Sun, de John Derek, Marc Lawrence (1965)
- Joy in the Morning, de Alex Segal (1965)
- The Cincinnati Kid, de Norman Jewison (1965)
- Billy the Kid vs. Dracula, de William Beaudine (1966)
- Mi vida es mi vida, de Bob Rafelson (1970)
- Zachariah, de George Englund (1971)
- Irish Whiskey Rebellion, de Chester Erskine (1972)
- The Great Northfield Minnesota Raid, de Philip Kaufman (1972)
- Moonchild, de Alan Gadney (1974)
- Sucedió entre las 12 y las 3, de Frank D. Gilroy (1976)

### Televisión
- Front Page Detective, un episodio (1951)
- The Lone Ranger, 10 episodios (1950-1957)
- Racket Squad, un episodio (1951)
- Aventuras de Superman, 3 episodios (1952-1957)
- Gruen Guild Playhouse, un episodio (1952)
- Chevron Theatre, un episodio (1952)
- Waterfront, un episodio (1954)
- Studio 57, un episodio (1955)
- Highway Patrol, un episodio (1955)
- Big Town, un episodio (1955)
- Jungle Jim, un episodio (1955)
- Lassie, un episodio (1956)
- Cheyenne, un episodio (1956)
- The Ford Television Theatre, un episodio (1956)
- Star Stage, un episodio (1956)
- TV Reader's Digest, un episodio (1956)
- Sheriff of Cochise, un episodio (1956)
- Jane Wyman Presents The Fireside Theatre, un episodio (1956)
- State Trooper, 2 episodios (1957-1959)
- General Electric Theater, 2 episodios (1957-1960)
- Tales of Wells Fargo, 2 episodios (1957-1962)
- Wagon Train, 3 episodios (1957-1964)
- Official Detective, un episodio (1957)
- Whirlybirds, un episodio (1957)
- Cavalcade of America, un episodio (1957)
- Panic!, un episodio (1957)
- Wire Service, un episodio (1957)
- The 20th Century-Fox Hour, 2 episodios (1957)
- Climax!, un episodio (1957)
- Perry Mason, un episodio (1957)
- Telephone Time, 2 episodios (1957)
- The Life and Legend of Wyatt Earp, 2 episodios (1958-1961)
- The Adventures of Jim Bowie, un episodio (1958)
- Casey Jones, un episodio (1958)
- The Texan, 2 episodios (1958)
- Lawman, 2 episodios (1959-1960)
- Alfred Hitchcock Presents, 2 episodios (1959-1961)
- The Detectives Starring Robert Taylor, 2 episodios (1960-1961)
- Laramie, 2 episodios (1960-1961)
- The Andy Griffith Show, 2 episodios (1960-1967)
- Maverick, un episodio (1960)
- Black Saddle, un episodio (1960)
- Tate, un episodio (1960)
- Klondike, un episodio (1960)
- Outlaws, un episodio (1960)
- Los Intocables, 2 episodios (1961-1962)
- The Twilight Zone, 2 episodios (1961-1963)
- Have Gun – Will Travel, 2 episodios (1961)
- Two Faces West, un episodio (1961)
- Bat Masterson, un episodio (1961)
- The Law and Mr. Jones, un episodio (1961)
- The Investigators, un episodio (1961)
- El virginiano, 2 episodios (1962-1963)
- Gunsmoke, 2 episodios (1962-1971)
- The Dick Powell Show, un episodio (1962)
- Frontier Circus, un episodio (1962)
- The Alfred Hitchcock Hour, 2 episodios (1963-1965)
- El fugitivo, 2 episodios (1963-1966)
- Kraft Suspense Theatre, un episodio (1963)
- Ben Casey, un episodio (1964)
- Bonanza, 4 episodios (1966-1972)
- The Wild Wild West, 2 episodios (1967-1968)
- Los invasores, un episodio (1967)
- Winchester 73 (1967)
- Iron Horse, un episodio (1967)
- Hawaii Five-O, un episodio (1969)
- Galería Nocturna, un episodio (1970)
- Mis adorables sobrinos, un episodio (1971)
- Sarge, un episodio (1971)
- Emergency!, un episodio (1973)
- Police Story, un episodio (1973)
- Movin' On, un episodio (1974)
- Dynasty (1976)